# 17-те тисячоліття до н. е.
Сімнадцяте тисячоліття до н. е. (XVII) — часовий проміжок з 17 000 по 16 001 рік до нашої ери.

## Події
- Період між 17-м та 15-м тисячоліттям до н. е. — ймовірний час створення малюнків у печері Ласко в Дордоні, на південному заході Франції[1].